# Putting It Over
Putting It Over er en amerikansk stumfilm fra 1919 af Donald Crisp.

## Medvirkende
- Bryant Washburn som Robert Marsh
- Shirley Mason som Mary Stacey
- Adele Farrington
- Winifred Greenwood som June Peeler
- Casson Ferguson som Perkins